# روثا الخذراف
الخذراف أو روثا فولكن (باللاتينية: Salsola volkensii) نوع نباتي يتبع جنس الروثا من الفصيلة القطيفية. هو من النباتات ذات الأهمية الرعوية.

## الموئل والانتشار
موطنها المشرق العربي ومصر.